# LaBel Valette Festival
 (juillet 2025).
Motif : Où sont les sources secondaires, centrées et indépendantes qui montrent que les critères d'admissibilité sont atteints ?
- Archive Wikiwix
- Bing
- Cairn
- DuckDuckGo
- E. Universalis
- Gallica
- Google
- G. Books
- G. News
- G. Scholar
- Persée
- Qwant
- (zh) Baidu
- (ru) Yandex

| 1. | Préciser le motif de la pose du bandeau. | Précisez le motif de la pose du bandeau en utilisant la syntaxe suivante : {{admissibilité à vérifier\|date=août 2025\|motif=remplacez ce texte par le motif}}                              |
| 2. | Informer les utilisateurs concernés.     | Pensez à avertir le créateur de l'article, par exemple, en insérant le code ci-dessous sur sa page de discussion : {{subst:avertissement admissibilité à vérifier\|LaBel Valette Festival}} |

Le LaBel Valette Festival (LBV) est un festival de deux jours, organisé par l'association Urban Art Crew, qui a eu lieu les derniers week-end d'août (2018 à 2022), dans le Loiret, dans le village de Pressigny-les-pins, en pleine campagne.
Il s'articule autour des cultures urbaines avec l'art urbain comme épicentre. Avec ses cinq éditions, il est devenu un rendez-vous incontournable pour les habitants de la campagne gâtinaise mais aussi pour un public de curieux et de passionné venu de toute la France. La dernière édition s’est déroulée en août 2022, un projet immobilier était alors prévu. 

## Histoire du festival
Lancé en 2018, par Sébastien Lis et Mathieu Desbourdes, c'était au départ l'idée d'une "bande de potes" du Gâtinais et amoureux de culture urbaine. Le festival LaBel Valette est installé sur le domaine du Château de La Valette, un lieu chargé d'histoire et qui tombait à l'abandon. Sébastien Lis, précise que c'est en découvrant la région, qu'ils sont "tombés sur le site, déjà abandonnée à l’époque." Ils parviennent à convaincre le propriétaire du château de La Valette, en développant un projet pour "perpétuer l’histoire du domaine et de faire renaître des sites patrimoniaux isolés " avant que le propriétaire ne poursuive ses projets immobiliers.
Au départ, la municipalité de Pressigny-les-Pins est contre le projet. Mais à force de pédagogie avec les habitants, le festival s’installe. L'entrée était d'ailleurs gratuite pour tous les habitants du village, manière de les remercier.
En 2021, le LaBel Valette Festival a obtenu le label Nouvelles Renaissances lui permettant d’intégrer la programmation culturelle de la région Centre-Val de Loire. Référencé dans les guides touristiques ( Guide du Routard, le Petit Futé, National Geographic) ce festival a permis de faire connaître ce petit village du Loiret mais aussi de faire revivre un patrimoine oublié.
Le festival a toujours été porté par des bénévoles, qui ont formé une famille unie dans la réalisation de ce festival hors du commun qui nécessitait pour chaque édition six mois de préparation rythmés par les résidences artistiques et la logistique. L'un des fondateurs parle d’une "aventure humaine unique : on vit sur place, avec les artistes muralistes qui sont en résidence. Il y a une vraie richesse humaine et un échange culturel ".
Pendant deux jours, les festivaliers découvraient une série de concerts, du rap au reggae en passant par l'électro. Mais pas seulement. Le LaBel Valette festival, ce sont surtout 10 000 m2 de façades monumentales repeintes tous les ans par des artistes venus de tous horizons. Les festivaliers pouvaient retrouver un ensemble d'activités : ateliers artistiques (pochoirs, customisation de sprays, dessin, initiations au graffiti…), visites guidées, conférences avec des universitaires, des écrivains et historiens de l'art, live painting sur des supports originaux (bus, tracteurs, camions…) battle de graffiti en version XXL, ou encore démonstrations et initiations à la danse et à la slackline.
Le festival LaBel Valette était également un lieu de rencontres et d'échanges. Deux villages, le village gâtinais et le village urbain, étaient situés au centre du dispositif. Le village gâtinais présentait une trentaine d'artisans et de producteurs locaux. De 2020 à 2022, l’agence départementale Tourisme Loiret y présente la marque Vallées Gâtinaises. Le village urbain, présent depuis 2020, regroupait une dizaine d'associations d'art urbain venues de toute la France, mais aussi de Belgique, d'Allemagne et d'Angleterre, permettant aux organismes de se rencontrer, de révéler leurs artistes et d'échanger avec d'autres membres du secteur.
L’affluence du public était en constante augmentation. En 2019, pour la seconde édition du festival, ce sont 2 000festivaliers qui se sont présentés aux portes du château de la Valette, 3 500 en 2020,  5 300 en 2021 et un peu moins de 7 000 pour la cinquième et dernière année du festival en 2022.

### Côté peinture
Pour chaque édition, le festival se développait autour d'une thématique principale, qui guidait habitants et festivaliers dans un parcours artistique instaurant un dialogue constant autour de thèmes universaux.
- 2019, l'Espagne et la liberté d'expression[12], faisant écho au passé du château de La Valette, ancienne propriété du régime de Franco et son régime totalitaire franquiste. À cette période, le domaine était un pensionnat et deux bâtiments de 3 étages avaient été construits pour y installer des dortoirs.

- 2020, Demain c'est loin[13] : Titre du groupe IAM, ce thème à eu une résonance particulière en temps de pandémie. Les organisateurs précisent à ce sujet que "Nous l’avons choisi au début de l’année et il s’avère qu’il prend un sens tout particulier en ces temps de crise sanitaire et d’incertitude."[2]

- 2021, Égalité/ Légalité[14]: une volonté "d'interroger le mouvement du graffiti, la légitimité de l'artiste "vandale" par rapport à celui qui est exposé en galerie, et les différentes pratiques du street art... " Une réflexion qui interroge également des actions illégales pour "le combat pour un monde plus juste et contre un système inégal"[15] précise l'équipe du festival.

- 2022, Croire en ses rêves[16]:  Pour cette dernière édition les deux fondateurs ont souhaité aborder la thématique du rêve car ce projet "c'est un peu notre rêve" confient-ils[11].

Pour chaque édition, tous les murs sont repeints en blanc ou en noir. Ils deviennent des toiles blanches qui laissent place aux prochains artistes et célèbrent le côté éphémère du street-art. C’est le cas du château, emblème et pièce centrale du festival, mais aussi des deux anciens dortoirs, des anciennes écuries de ce château datant de la fin du XIXième siècle. Au cœur de la forêt, il y a aussi une chapelle, qui était investie par l'installation d'un.e artiste chaque année.
Pour chaque édition, ce sont une trentaine d'artistes qui se sont succédé, des artistes émergents mais aussi de renoms comme Mar, Tim Marsh, Ricardo Cavolo, Lily Brick, Sabek, ARDPG, Le Diamantaire, Dourone, Bouda, Sherio, Katre, Seth One, Mondé, Loraine Mti,et bien d'autre. Environ 250 artistes se sont exprimés au domaine de La Valette, pendant les cinq années du festival.
Artistes ayant repeint le château : 
- 2018: Okuda[5], artiste espagnol, connu pour ses kaléidoscopes colorés et géométriques, parfois qualifié de "pop artist"[19], il s'est fait connaître pour ses peintures monumentales, notamment dans une église en Espagne[20].
- 2019: 3TTMAN[5], figure incontestable du street art et résidant en Espagne, il se distingue par son univers coloré et figuratif
- 2020: L'Atlas[5], artiste parisien, qui marque une rupture avec son œuvre en noir et blanc, pouvant faire croire à un labyrinthe mais qui est en réalité son nom en calligraphie, hommage au mouvement graffiti[21].
- 2021: Astro, artiste graffiti reconnu pour ses illusions d'optique monumentales (parallèles, vortex, labyrinthes), il transporte le spectateur à l'intérieur de son œuvre. Il est également l'inventeur en 2006 du "Cellograff" (le graffiti sur cellophane)[15].
- 2022: Lek & Sowat[11], duo incontournable de la scène graffiti parisienne et passionnés d'urbex[22]. Après les peintures sur les palissades de chantier du Centre Pompidou à Paris[23]. une entrée au Palais de Tokyo[22] et une résidence à la Villa Médicis, ils ont été choisis pour incarner la dernière édition du festival. Le duo d'artistes a choisi de peindre une métaphore du château de sable avec les mots "Castles made of Sand" rappelant le graffiti. Ils précisent : "C'est un heureux hasard que l'on ait collé à la thématique, raconte Sowat. On aime bien écrire des choses en immense dans l'espace public. Là, ce qui nous plaisait, c'était de faire une grosse typographie sur du volume. L'architecture du château est très particulière. Il y a plein de corniches, des balcons, du fer forgé et on voulait vraiment que la typographie déborde un peu tout ce cadre-là. Et puis tout d'un coup, on a pensé à cette chanson de Jimi Hendrix et on s'est dit que ce serait marrant d'écrire "châteaux de sable" en anglais sur un château."[11]

L'intérieur des anciens dortoirs ont également été investi par une cinquantaine d'artistes de 2017 à 2018. Pour des raisons de sécurité, ces œuvres uniques ne sont pas ouvertes au public mais l'équipe organisatrice du festival a tenu à pouvoir les exposer en modélisant l'intérieur de ces dortoirs en réalité virtuelle. Pendant le festival, le public a donc pu les découvrir grâce à des casques de réalité virtuelle.

### Côté Musique
La programmation musicale du festival est éclectique, sur deux jours et sur 3 scènes de styles différents.
Le festival a accueilli des artistes de renoms comme le rappeur Passi, les Nèg Marrons, Arsenik, Fianso, Sniper, Seth Gueko, Yannis Odua, Danitsa, Dabeull, Nemir, Elisa Do Brasil, Nuttea, Daddy Morry, Poupie, Demi Portion

## Le Hors-Les-Murs (HLM)
Le festival s'est exporté au-delà des murs du domaine de La Valette pour aller à la rencontre des habitants des villes du Loiret. Il s'agit du volet Hors-les-Murs (HLM) du festival, qui a débuté en 2019 en partant à la conquête du quartier de La Chaussée à Montargis. Ce projet complémentaire a permis d’accueillir d'autres artistes en résidence, pour partir à la découverte de nouveaux territoires locaux et dessiner des fresques monumentales. Sébastien Lis, l’un des organisateurs, précise : "on a envie d’amener la culture urbaine au plus près, dans un territoire relativement rural".
Pour chaque réalisation, l'association a mis en place des ateliers artistiques gratuits pour les habitants des quartiers, visant à les sensibiliser et à les initier aux différentes pratiques de l'art urbain (pochoirs, peinture, calligraphie…). Les habitants ont aussi eu la possibilité de voter pour leur fresque préférée avec la distribution de tracts dans leurs boîtes aux lettres.
En 2020, ce sont 7 façades d'HLM qui ont été peintes au quartier de La Chaussée à Montargis, avec des artistes de tout horizon comme René Brink, Perrine Honoré, Yakes, Los Pepes, Bebar, Mister Diffuz. Trois autres fresques sont venues compléter le parcours.
En 2021, les villes de Gien et de Pithiviers ont été investies par les artistes Nadege Dauvergne et Oji et Sowan. En plus des façades, ce sont deux châteaux d'eau (support de 35 mètres de haut) qui ont été repeints à Gien, par les artistes Taquen et Joram Roukes.
En 2022, la villes de Châlette-sur-loing s'est ajouté à la programmation avec la réalisation murale de l'artiste espagnole Yubia.
Au total, plus d'une vingtaine de fresques monumentales ont été créée en trois ans, créant ainsi un parcours street-art unique à travers le Loiret."L’idée, c’est de valoriser le patrimoine", explique Francis Cammal, le maire de Gien. "À travers cet art, on veut inviter les gens à découvrir la ville, et en profiter pour faire un tour au musée de la chasse, visiter le centre-ville de Gien ou encore le musée de la faïencerie".

## États Généraux des festivals d'arts urbains
Les premiers États Généraux des festivals d'arts urbains se sont déroulé les 3 et 4 juillet 2021 à la médiathèque et dans la salle du Tivoli de Montargis. Cet événement est parti d'un constat, la floraison exponentielle des festivals d'arts urbain en France et le besoin de définir les caractéristiques de ces festivals d'arts urbains. "Dresser le portrait de ces initiatives a été la première étape de notre travail, indique Sébastien Lis. Avec Jeane Vinot, la nouvelle présidente d’Urban art Paris, nous avons mené une étude pendant six mois auprès d’une centaine de festivals partout dans le pays." poursuit-il.
Pendant deux jours, quatre tables rondes se sont succédé, ouvertes et gratuites pour le public. Une restitution préliminaire de cette enquête a été faite dans un premier temps puis une vingtaine de spécialistes de la culture urbaine (artistes, responsables associatifs, journalistes, auteurs), d’élus locaux et de responsables du développement touristique du territoire ont pris place autour de table ronde abordant différents thèmes de l'art urbain.
Ces tables rondes sont disponibles sur YouTube et l'étude est à lire sur le site de la Fédération de l'Art urbain.